# Margery Allinghamová
Margery Louise Allinghamová, nepřechýleně Margery Louise Allingham (20. května 1904 Ealing, Londýn – 30. června 1966 Colchester, Essex) byla anglická spisovatelka, která napsala množství novel, povídek a her, hlavně v kriminálním žánru. Nejznámější byla jako tvůrce detektiva-dobrodruha Alberta Campiona.

## Život a kariéra

### Dětství
Margery Allingham se narodila roku 1904 v Londýně do rodiny žijící literaturou. Její otec Herbert John Allingham a matka Emily Jane byli spisovatelé – on byl vydavatelem dvou magazínů a matka psala příběhy do ženského magazínu. Její teta Maud Hudgesová také vydávala magazín.
Brzy po Margeryině narození opustila rodina Londýn a přestěhovala se do Essexu. Margery chodila do místní školy a potom do školy pro dívky v Cambridge, přičemž psala příběhy a hry. První odměnu dostala ve věku osmi let za příběh vydaný v tetině magazínu.
Když se vrátila do Londýna roku 1920, navštěvovala Westminsterovu univerzitu, kde studovala drama; v tomto čase také poprvé potkala svého budoucího manžela, Philipa Youngmana Cartera.
Svoji první novelu, Blackkerchief Dick, publikovala v roce 1923 ve věku 19 let. Kniha byla sice dobře přijata, ale neměla komerční úspěch. V tomto období napsala také pár her a pokoušela se napsat seriózní novelu, ale nakonec se rozhodla zkusit kriminální žánr.
Její první detektivní příběh byl The White Cottage Mystery, publikovaný novinami Daily Express roku 1927.
V roce 1928 se vdala za Philipa Youngmana Cartera, který s ní spolupracoval a vytvořil obaly pro několik jejích knih. Žili spolu na kraji Essexu.

### Úspěch
Prudký vzestup úspěchu nastal v roce 1929 publikováním krimirománu The Crime at Black Dudley, v němž představila Alberta Campiona, i když jako méně důležitou postavu. Vrátil se v Mystery Mile díky tlaku jejích amerických nakladatelů.
Když Allinghamová vydala další román o Campionovi, byl natolik úspěšný, že Campiona udělala hlavní postavou v dalších 17 detektivních románech a více než 20 povídkách.
Margery Allinghamová zemřela na rakovinu prsu 30. května 1966 v Colchesteru v Londýně.
Její poslední román o Campionovi Cargo of Eagles dokončil manžel jako její poslední přání. Byl vydán v roce 1968.

## Dílo
- Seznam děl v Souborném katalogu ČR, jejichž autorem nebo tématem je Margery Allinghamová
- Blackkerchief Dick (1923)
- The White Cottage Mystery (1928)
- Vražda v Black Dudley (2004) - The Crime at Black Dudley (1929)
- Mystery Mile (1930)
- Záhada kalichu rodiny Gyrthů (2004) - Look to the Lady (1931)
- Police at the Funeral (1931)
- Sweet Danger (1933)
- Other Man's Danger (1933)
- Dvojí smrt Johna Lafcadia (1967) - Death of a Ghost (1934)
- Rogue's Holiday (1935)
- Čtvrtý rozměr (2001) - Flowers for the Judge (1936)
- The Shadow in the House (1936)
- Mr. Campion: Criminologist (1937)
- Případ nebožtíka Hrocha (1972) - The Case of the Late Pig (1937)
- Dancers in Mourning (1937)
- Móda skrytá v rubáši (1999) - The Fashion in Shrouds (1938)
- Mr. Campion and Others (1939)
- Black Plumes (1940)
- Traitor's Purse (1941)
- The Oaken Heart (1941)
- Dance of the Years (1943)
- Markýz a smrt (1969) - Coroner's Pidgin (1945)
- Wanted: Someone Innocent (1946)
- The Casebook of Mr Campion (1947)
- Případ prázdné rakve (2001) - More Work for the Undertaker (1949)
- Deadly Duo (1949)
- Tygr v mlze (2001) - The Tiger in the Smoke (1952)
- No Love Lost (1954)
- The Beckoning Lady (1955)
- Hide My Eyes (1958)
- The China Governess (1962)
- The Mind Readers (1965)
- Nebezpečný náklad (2004) - Cargo of Eagles (1968)
- The Allingham Case-Book (1969)
- Mr. Campion's Farthing (1969)
- Mr. Campion's Falcon (1970)
- The Allingham Minibus (1973)
- The Return of Mr. Campion (1989)
- The Darings of the Red Rose (1995)
- Room to Let: A Radio-Play (1999)